# Chalcoecia
Chalcoecia is een geslacht van vlinders van de familie Uilen (Noctuidae), uit de onderfamilie Acronictinae.

## Soorten
- C. emessa Druce, 1889
- C. gloria Schaus, 1911
- C. harminella Dyar, 1920
- C. heochroa Dyar, 1914
- C. patina Dognin, 1922
- C. patricia Schaus, 1911
- C. rhodoxantha Dognin, 1908